# Hicela Orseolo
Hicela Orseolo zvaná též Joscella, či Icella (* mezi roky 990–1018 ), byla chorvatská královna manželka chorvatského krále Štěpána I.

## Život
Narodila se jako dcera benátského dóžete Petra II. Orseola a Marie Candianové, vnučky Petra I. a Felicity Malipierové (nebo Badoerové).
Svatba Hicely s králem Štěpánem I. se konala v Trogiru, který byl v té době pod benátskou nadvládou. Benátský dóže Petr II. Orseolo se setkal s chorvatským králem Svatoslavem Suronjou.
Existují také doklady existence Hiceliných bratrů Jana, Otona, Orsa, Viteleho, Jindřicha, sestry Felicitu a dalších dvou sester, jejichž jména nejsou známa.